# Demirci (district)
Demirci is een Turks district in de provincie Manisa en telt 51.958 inwoners (2007). Het district heeft een oppervlakte van 1.473,06 km².
De bevolkingsontwikkeling van het district is weergegeven in onderstaande tabel.
| 1997   | 2000   | 2007   |
| ------ | ------ | ------ |
| 71.632 | 59.314 | 51.958 |